# Rasse- und Siedlungshauptamt
Rasse- und Siedlungshauptamt (RuSHA, česky „Hlavní rasový a osidlovací úřad SS“) byl vedle Hlavního úřadu SS (SS-Hauptamt) a Hlavního úřadu SD (Hauptamt SD) jedním ze tří nejstarších Hlavních úřadů SS. Rasový úřad SS (Rasseamt der SS) vznikl už na konci roku 1931 a byl zodpovědný za rasová a sňatková povolení příslušníků SS. Později byl přejmenován na Rasový a osidlovací úřad (Rasse- und Siedlungsamt) a od ledna 1935 veden jako Hlavní úřad SS (SS-Hauptamt). Se vznikem říšského komisaře pro upevnění německé národnosti (Reichskommissar für die Festigung des deutschen Volkstums, RKFDV) a s rozpracováním plánu Generalplan Ost převzal úkoly rasové selekce obyvatelstva na obsazených územích, ale také výběr kandidátů z propuštěných příslušníků SS pro plánované osídlení na východě.

## Rassenamt SS

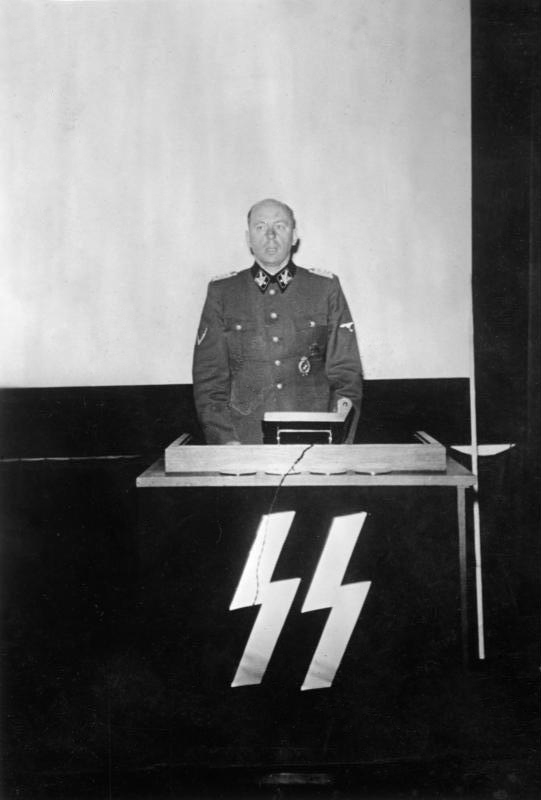
SS-Gruppenführer Hofmann, vedoucí Hlavního rasového a osidlovacího úřadu SS, 1942

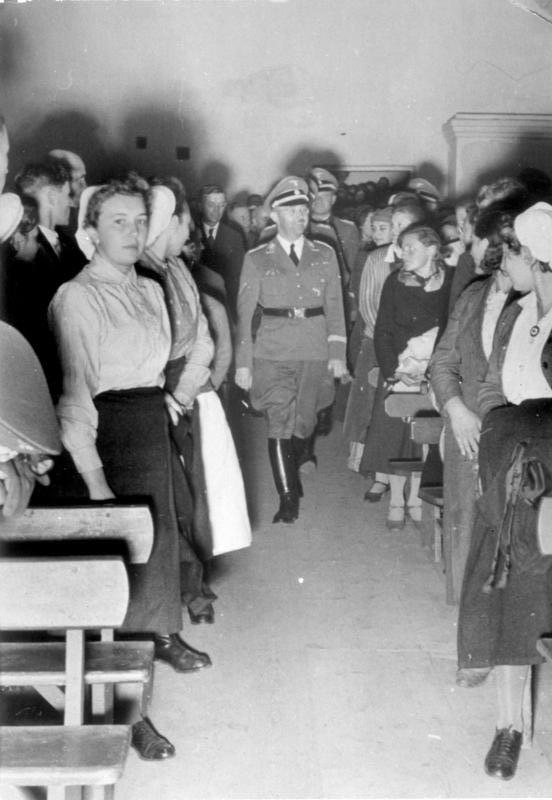
Heinrich Himmler vchází na večerní představení pro Volksdeutschen, Halbstadt 31. 10. 1942

Zásnubní a sňatkový příkaz (Verlobungs- und Heiratsbefehl) z 31. prosince 1931 nařizoval příslušníkům SS zasnubovat se a později ženit se jen s „dobrými ženami” a to pro zajištění kvalitního nacionalistického dorostu. Zákaz nevhodného sňatku skrze říšského vůdce SS (Reichsführer SS) byl závazný. Při neuposlechnutí následovalo vyloučení z řad SS. Především před začátkem války nebyly takové praktiky žádnou výjimkou. Hned po vypuknutí války Himmler tento rozkaz rozšířil o Fruchtbarkeitsbefehl, který každému muži SS přikazoval postarat se o dostatečný počet rasově čistého potomstva. Právě přezkum žádostí spadal do kompetence „Rasového úřadu SS”, který se později nazýval Rasse- und Siedlungsamt. Pod tímto úřadem fungovalo oddělení pro příbuzné (Sippenamt) s vedenou kartotékou rodin příslušníků SS. Zrovna tak úřad rozhodoval při přijímání nových členů. Směrodatná byla stavba těla, vystupování, ale také inteligenční test a sportovní zkouška – to všechno bylo od roku 1939 zaznamenáváno na SS-Rassenkarte.

## Rasse- und Siedlungshauptamt SS
Úřad RuSHA vznikl sice až v roce 1935, ale už od roku 1934 disponoval jeho předchůdce oddělením pro rasové otázky, oddělením pro zemědělce a otázky osidlování, školení, SS-výběru, stejně jako sekcí pro rodinné a příbuzenské otázky i péčí o mládež. Po nástupu Panckeho a připojení Rakouska, Sudet a zbytku Česka se rozšířilo pole působnosti i úřadu samotného. Nyní zodpovídal za rasové přezkoušení obyvatelstva připojených oblastí. Právě postup pro výběr mužstva SS se stal později vzorovým a mohl být tak přenesen na okupovaná území. Podle stejného vzorce pak rasový úřad postupoval i v Polsku.

## RuS
Vedoucí SS (SS-Führer) na rasových a osidlovacích pobočkách úřadu RuS se později stali experty nacistické rasové ideologie i na obsazeném území. Patřili k válečné mladé generaci (ročníky 1900–1909) s akademickým vzděláním, většinou v oboru antropologie, rasové nauky, někteří se zemědělským studijním oborem nebo před tím pracovali jako zemědělci či chovatelé zvířat. RKF pověřila RuSHA rasovým průzkumem tzv. „Volksdeutschen”. Převýchovou a poněmčením mělo dojít k zajištění rasově vhodné obyvatelstva pro pracovní nasazení ve Staré říši (Altreich). To byl hlavní úkol „mladých rasových expertů”. Od roku 1940 úřad RuSHA ztrácel postavení osídlovacího úřadu, jelikož byl zařazen pod RKF a tím byl následně ve svých kompetencích velmi okleštěn. V podstatě mu zůstalo ověřování otcovství, vedení agendy o válečných ztrátách SS či důstojnických hrobech Waffen-SS.

## Pobočka RuSHA pro Čechy a Moravu
Pobočka RuSHA pro Čechy a Moravu, založená v únoru 1941, měla na podnět Franka, Heydricha a Himmlera zajistit plošný rasový výzkum na českých školách, aby tak zjistila pro germanizaci česko-moravského prostoru podíl poněmčitelného obyvatelstva v Protektorátu Čechy a Morava. Proto následně zakládala i další služebny. Později posuzovala také vhodnost smíšených sňatků, žádosti o přiznání německé státní příslušnosti, žádosti o umístění českých žáků do německých škol, třídila české odborníky pro nasazení v Říši a věnovala se dalšímu výzkumu českého obyvatelstva. Později působila i v Říšské župě Sudety. Ke konci války byli její pracovníci připravováni na případnou účast ve válce. Podle interpretace německého historika Detlefa Brandese byla pražskou pobočkou RuSHA v letech 1943–1945 označena za „schopnou k poněmčení“ minimálně polovina Čechů, ba dokonce až přes 86 %, pokud měla být uplatněna méně přísná rasová kritéria.

## Vedoucí úřadu RuSHA
- SS-Gruppenführer Walther Darré (1. leden 1932 - 12. září 1938)
- SS-Brigadeführer Günther Pancke (12. září 1938 - 9. červenec 1940)
- SS-Gruppenführer Otto Hofmann (1. prosinec 1939 - 20. březen 1943)
- SS-Obergruppenführer Richard Hildebrandt (20. duben 1943–1945)[4]

## Norimberský proces

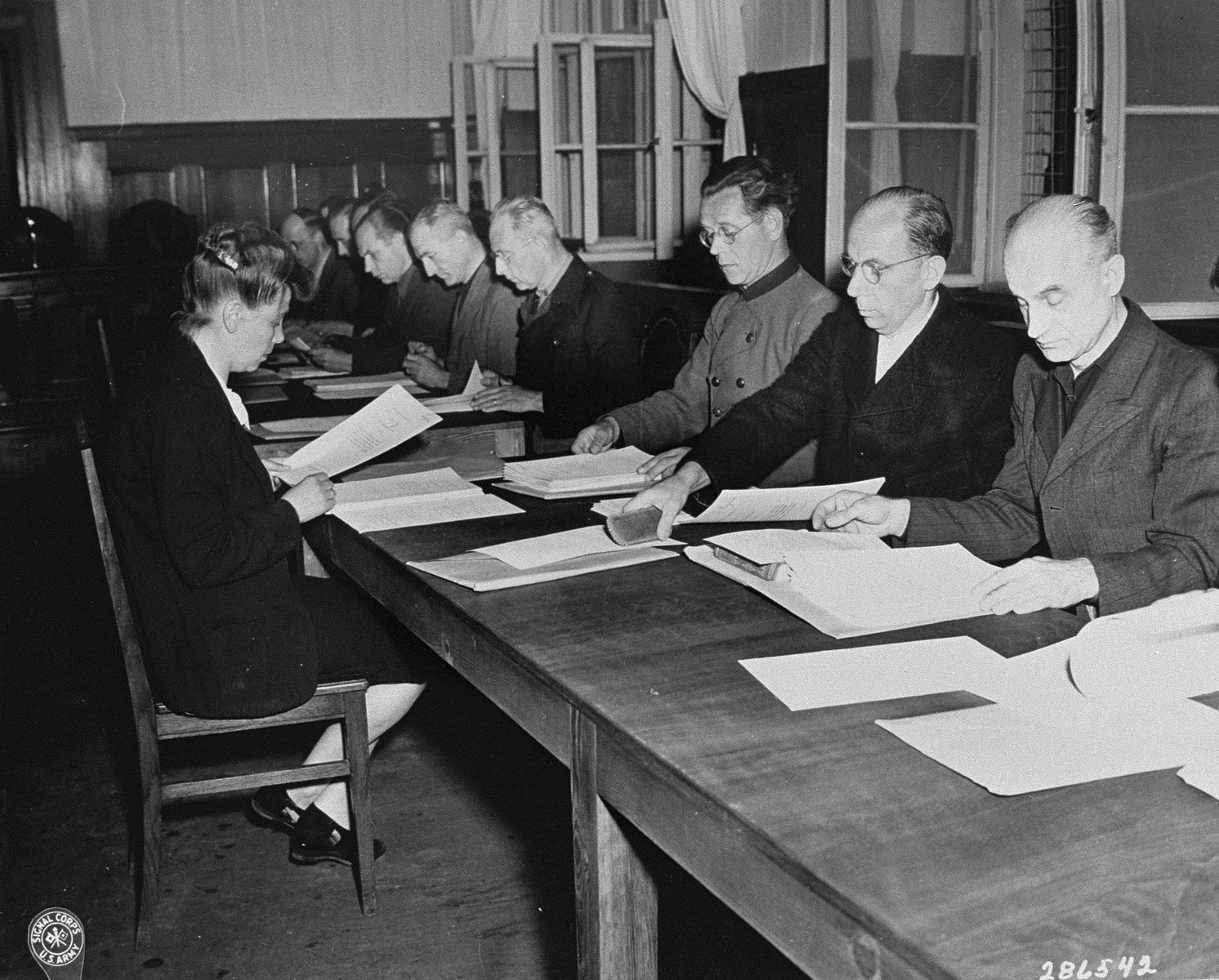
7. července 1947 příprava obžaloby 14 SS pracovníků RuSHA

V Norimberku se konal od 20. října 1947 do 10. března 1948 v pořadí osmý vedlejší proces. Bylo obžalováno 14 vedoucích pracovníků RuSHA pod říšským komisařem pro upevnění německé národnosti (Reichskommissar für die Festigung des deutschen Volkstums, RKFDV) Heinrichem Himmlerem. Doživotí dostal náčelník štábu RKFDV Ulrich Greifelt. Odsouzen byl dále na 25 let vedoucí RuSHA Otto Hofmann a jeho zástupce Richard Hildebrandt, který byl následně v Polsku popraven, na 20 let šéf repatriačního úřadu pro etnické Němce (Volksdeutsche Mittelstelle, VoMi) Werner Lorenz, na 15 let zástupce náčelníka štábu RKFDV Rudolf Creutz, čelný představitel VoMi Heinz Brückner a zástupce RuSHA v západním Polsku Herbert Hübner a na 10 let vězení náčelník štábu RuSHA Fritz Schwalm. Ve vazbě zůstali pouze vedoucí pracovníci RKFDV Konrad Meyer-Hetling a Otto Schwarzenberger, šéf spolku Lebensborn Max Sollmann a čelní představitelé spolku Gregor Ebner a Günther Tesch. Inge Viermetz, zástupkyně spolku, byla osvobozena. 